# 三宅乱丈
三宅 乱丈（みやけ らんじょう、1966年4月24日-）は、日本の漫画家。女性。北海道札幌市出身、在住。血液型はO型。2009年に『イムリ』で第13回文化庁メディア芸術祭マンガ部門優秀賞を受賞。ペンネームはミケランジェロに由来する。

## 経歴
短大中退後、バンタンデザイン研究所を経て洋服のデザイン会社へ就職。バブル崩壊のころ、札幌へ戻りTシャツのデザイン業務に従事するも会社が倒産。会社組織への所属に見切りをつけ漫画家を志す。1998年にデビュー。1999年に連載を開始したギャグ漫画『ぶっせん』で注目を集める。2002年発表の『北極警備隊』では近未来を舞台にした SFアクションギャグに挑戦。2003年から『週刊ビッグコミックスピリッツ』（小学館刊）にて連載された「ペット」では、重厚なストーリー漫画を展開。2006年から2020年まで『コミックビーム』にて本格SFファンタジー作品「イムリ」が連載された。
2010年、荒川弘と対談。「浦沢直樹の漫勉」へ出演 (Eテレ2016年6月22日放送)。
東日本大震災復興支援のチャリティーに関心を持ち、「漫画家が岩手を応援するツアー」のボランティアとして岩手県を訪れるうち、その縁で『コミックいわて なななっ』に「みょうがの花とホタテ焼」を書き下ろす。

## 人物
- 北海道札幌市に自宅兼作業場を持つ。
- ペットとしてミニブタを飼っている。

## 作風
- 緻密な設定を用意する。
- 下書きに時間をかけるが、ペン入れは速い。

## 舞台化・アニメ化
2013年11月、福原充則の脚本・演出による『ぶっせん』の舞台が赤坂ACTシアターにて上演された。
『ペット』は全5巻の完全版『ペット リマスター・エディション』（KADOKAWA刊）に改編後、2018年と2019年に舞台化された。2020年1月6日から3月30日にかけ、テレビアニメ「pet」（TOKYO MX、BS11、AT-Xほか）が放送された（Amazonプライム・ビデオにて先行配信）。

## 受賞歴
- 『禁煙』 - 第9回「COMIC アレ!」マンガ賞 佳作（マガジンハウス・新人漫画賞）
- 『財産、じんたん』 - 第10回「COMIC アレ!」マンガ賞 佳作
- 『ヘビースモーカーの息子』[19] - 第3回モーニングMANGA OPEN青木雄二賞
- 『イムリ』 -  第13回（2009年）文化庁メディア芸術祭マンガ部門優秀賞[2][3]

## 作品リスト（中編・長編）
- 『ぶっせん』（『モーニング』、1999年-2001年）全6巻[20]
  - 『ぶっせん』（太田出版〈F×comics〉、2007年-）全3巻（上・中・下）[21]

『ぶっせん』の新装版。二ノ宮知子と夏目房之介の解説、書き下ろし番外編付の豪華版。
- 『北極警備隊』（『イブニング』、2002年）全1巻 [6][7]
- 『大漁!まちこ船』（『別冊モーニング』1号-2004/4/14増刊号-掲載、2004年）全1巻 [22][7]
  - 『大漁!まちこ船 戦え!北極警備隊 : 三宅乱丈Extra Works』KADOKAWA〈BEAM COMIX〉、2016年7月 全1巻 [注釈 2]。
- 『ペット』 （『ビッグコミックスピリッツ』、2003年）全5巻[8]
  - 『ペット リマスター・エディション』（エンターブレイン〈Beam comix〉、2010年）全5巻[23]

『ペット』に大幅加筆・修正した完全版。
- 『王様ランチ』（太田出版、2004年）全1巻 [19]
- 『ヒーローズ』（大山あつし (原作)、『イブニング』、2004年）全2巻[24]
- 『秘密の新選組』（『マンガ・エロティクスF』、2005年-）既刊4巻[25]

- 『鏖 みなごろし』（小学館〈Ikki complex〉、2007年）全1巻 [26]

阿部和重とのコラボ。
- 『三宅乱丈作品集 ユーレイ窓』（太田出版〈F×comics〉、2009年）全1巻[27]
- 『イムリ』（エンターブレイン〈ビームコミックス〉、KADOKAWA (発売) 、2006年 - 2020年）全26巻[28][注釈 3]。
- 『光圀伝』[注釈 4]（冲方丁 (原作)、『サムライエース』[30]、2012年 - 2019年、角川書店[31]）
  - 『愛蔵版　光圀伝』上・下、KADOKAWA、2019年12月7日[32]
- 『fish -フィッシュ-』（エンターブレイン〈ビームコミックス〉、KADOKAWA (発売) 、2021年[33] - 2024年[34]）全6巻[35]
- 『羽虫のヘルツ』（エンターブレイン〈ビームコミックス〉、2024年[36] - ）既刊1巻

## 作品リスト（読切）
- 「肛門売ります」（『モーニング新マグナム増刊』19号掲載、2001年）  この漫画を書いたのは1998年だという。
- 「ウーさん」（『モーニング』32号掲載、2003年）

## 関連番組
- BSマンガ夜話『ぶっせん』（NHK BS2、2002年8月6日） - ゲストは石堂夏央と山田五郎。
- 浦沢直樹の漫勉 『三宅乱丈』（NHK Eテレ、2016年9月22日） - 『イムリ』の製作過程を収録した画像を見ながら浦沢と対談した。